# Conrad Hellwig
Conrad Hellwig (* 7. Oktober 1824 in Haddamar; † 25. Juni 1889 ebenda) war ein deutscher Landwirt, Bürgermeister und Mitglied des Deutschen Reichstags.

## Leben
Hellwig besuchte die Lateinschule in Fritzlar und das Gymnasium. Danach widmete er sich der Landwirtschaft. Weiter war er Bürgermeister seiner Heimatgemeinde, Mitglied des ständigen Verwaltungsausschusses Kassel und des Kreistages in Fritzlar.
Zwischen 1860 und 1867 war er Mitglied des Kurhessischen Landtages. Von 1867 bis 1873, von 1879 bis 1882 und erneut von 1886 bis 1888 vertrat er als Abgeordneter den Wahlkreis Kassel 7 (Melsungen - Fritzlar) im Preußischen Abgeordnetenhaus.
Von 1884 bis 1887 war er Mitglied des Deutschen Reichstags für den Reichstagswahlkreis Regierungsbezirk Kassel 8 (Hanau, Gelnhausen) und die Deutschkonservative Partei.